# Maxi Rodríguez
Maximiliano Rubén "Maxi" Rodríguez (sinh ngày 2 tháng 1 năm 1981) là cựu cầu thủ bóng đá người Argentina chơi ở vị trí tiền vệ tấn công hoặc tiền đạo cánh
Biệt danh là La Fiera, anh thường được sử dụng ở vị trí tiền vệ cánh, nhưng cũng có thể chơi ở vị trí tiền vệ công hoặc tiền đạo.
Rodríguez đến Tây Ban Nha vào đầu những năm 20, và tiếp tục phần lớn sự nghiệp của mình ở đó, chơi cho Espanyol và Atlético Madrid và tích lũy tổng cộng 232 trận và 58 bàn thắng trong suốt tám mùa giải tại La Liga. Anh cũng đã chơi bóng hai năm với Liverpool ở Anh.
Rodríguez đại diện cho Argentina trong ba kỳ World Cup, giành huy chương bạc trong năm 2014.

## Câu lạc bộ
Rodriguez được đôn lên thẳng lên đội một của Newell's Old Boys ở giải Argentina, và chơi cho câu lạc bộ trong 3 mùa giải trước khi chuyển sang Tây Ban Nha (trước khi ra nước ngoài thi đấu, anh có chơi cho Real Oviedo trong 6 tháng ở giải hạng hai Tây Ban Nha).
Năm 2002, anh chuyển sang La Liga để chơi cho RCD Espanyol, trận ra mắt của anh vào ngày 2 tháng 9 trong trận thua 0-2 trước Real Madrid; anh chơi 37 trận ở mọi giải đấu cho đội bóng xứ Catalonia, và ghi 15 bàn thắng trong suốt mùa giải cuối cùng, bao gồm cả bàn thắng thứ 2000 ở La Liga.
Ở đầu mùa giải 2005-06, Rodriguez chuyển sang Atlético Madrid với mức giá 7 triệu euro.Ở mùa giải thứ hai của anh, anh cùng đồng đội Martin Petrov bị dính chấn thương đầu gối khiến anh chỉ có 10 lần ra sân.
Vào giai đoạn kì chuyển nhượng mùa đông của mùa giải 2009-10, Maxi Rodriguez chuyển tới thi đấu cho Liverpool sau khi không có được chỗ đứng trong đội hình của Athletico với hợp đồng 3 năm..Anh có trận ra mắt sau khi vào sân thay người ở trận gặp Stoke City.

## Thi đấu quốc tế
Rodriguez vô địch giải trẻ 2002 cùng đội U-20 Argentina; ở sân nhà, anh ghi được 4 bàn trong 7 trạn, ghi bàn đầu tiên và cuối cùng cho đội vô địch.
Anh có lần đầu tiên chơi đầy đủ một trận trong trận giao hữu gặp Nhật Bản vào năm 2003.Sau khi là thành viên của đội tuyển ở Confederations Cup 2005, Rodriguez được gọi vào đội tuyển ở World Cup 2006 bởi huấn luyện viên José Pekerman.Vào ngày 16 tháng 6, anh ghi 2 bàn trong chiến thắng 6-0 của Argentina trước Serbia và Montenegro ở vòng bảng.
Ở vòng 16 đội, Rodriguez ghi bàn thắng quyết định trong trận thắng 2-1 trước Mexico ở hiệp phụ.Anh thực hiện cú sút từ ngoài vòng 16m50 bằng chân trái sau khi khống chế bằng ngực đường chuyển của Juan Pablo Sorin ở phút 98.Và đó được bầu là bàn thắng đẹp nhất của giải đấu.
Sau khi Argentina thua trận tứ kết gặp đội tuyển Đức vào ngày 30 tháng 6 năm 2006, Rodriguez đấm vào lưng tuyển thủ Đức Bastian Schweinsteiger.FIFA phạt anh 5,000 franc Thụy Sĩ và treo giò anh 2 trận ở Copa América 2007 do hành vi bao lực.Tuy nhiên, sau một chấn thương nặng ở đầu gối trong trận giao hữu gặp Tây Ban Nha vào tháng 10 năm 2006, anh lỡ toàn bộ giải đấu khi huấn luyện viên đội tuyển Alfio Basile, người trước đó đã lựa chọn anh, cuối cùng phải loại anh ra vì không muốn mạo hiểm.
Rodriguez ghi bàn trong trận đầu tiên Diego Maradona nắm quyền ở đội tuyển, trong trận thắng 1-0 trước Scotland
.

### Bàn thắng quốc tế
Tính đến 9 tháng 7 năm 2015
| #   | Ngày                 | Địa điểm                                              | Đối thủ              | Bàn thắng | Kết quả | Giải đấu                 |
| --- | -------------------- | ----------------------------------------------------- | -------------------- | --------- | ------- | ------------------------ |
| 1.  | 8 tháng 3 năm 2003   | Sân vận động Nagai, Osaka, Nhật Bản                   | Nhật Bản             | 4 – 1     | 4–1     | Giao hữu quốc tế         |
| 2.  | 17 tháng 8 năm 2005  | Sân vận động Ferenc Puskas, Budapest, Hungary         | Hungary              | 1 – 0     | 2–1     | Giao hữu quốc tế         |
| 3.  | 30 tháng 5 năm 2006  | Sân vận động Arechi, Salerno, Ý                       | Angola               | 1 – 0     | 2–0     | Giao hữu quốc tế         |
| 4.  | 16 tháng 6 năm 2006  | WM Stadion Gelsenkirchen, Gelsenkirchen, Đức          | Serbia và Montenegro | 1 – 0     | 6–0     | World Cup 2006           |
| 5.  | 16 tháng 6 năm 2006  | WM Stadion Gelsenkirchen, Gelsenkirchen, Đức          | Serbia và Montenegro | 3 – 0     | 6–0     | World Cup 2006           |
| 6.  | 24 tháng 6 năm 2006  | Zentralstadion, Leipzig, Đức                          | México               | 2 – 1     | 2–1     | World Cup 2006           |
| 7.  | 22 tháng 8 năm 2007  | Sân vận động Ullevaal, Oslo, Na Uy                    | Na Uy                | 1 – 2     | 1–2     | Giao hữu quốc tế         |
| 8.  | 4 tháng 6 năm 2008   | Sân vận động Qualcomm, San Diego, Hoa Kỳ              | México               | 3 – 0     | 4–1     | Giao hữu quốc tế         |
| 9.  | 19 tháng 11 năm 2008 | Hampden Park, Glasgow, Scotland                       | Scotland             | 1 – 0     | 1–0     | Giao hữu quốc tế         |
| 10. | 28 tháng 3 năm 2009  | Sân vận động Monumental, Buenos Aires, Argentina      | Venezuela            | 3 – 0     | 4–0     | Vòng loại World Cup 2010 |
| 11. | 24 tháng 5 năm 2010  | Sân vận động Monumental, Buenos Aires, Argentina      | Canada               | 1 – 0     | 5–0     | Giao hữu quốc tế         |
| 12. | 24 tháng 5 năm 2010  | Sân vận động Monumental, Buenos Aires, Argentina      | Canada               | 2 – 0     | 5–0     | Giao hữu quốc tế         |
| 13. | 10 tháng 9 năm 2013  | Sân vận động Defensores del Chaco, Asunción, Paraguay | Paraguay             | 5 – 2     | 5–2     | Vòng loại World Cup 2014 |
| 14. | 15 tháng 10 năm 2013 | Sân vận động Centenario, Montevideo, Uruguay          | Uruguay              | 1 – 1     | 2–3     | Vòng loại World Cup 2014 |
| 15. | 15 tháng 10 năm 2013 | Sân vận động Centenario, Montevideo, Uruguay          | Uruguay              | 2 – 2     | 2–3     | Vòng loại World Cup 2014 |
| 16. | 4 tháng 6 năm 2014   | Sân vận động Monumental, Buenos Aires, Argentina      | Trinidad và Tobago   | 3 – 0     | 3–0     | Giao hữu                 |

## Thống kê câu lạc bộ
Tính đến 6 tháng 12 năm 2014
| Câu lạc bộ          | Mùa giải  | Giải đấu | Giải đấu | Cúp quốc gia | Cúp quốc gia | Quốc tế Giải đấu cấp câu lạc bộ | Quốc tế Giải đấu cấp câu lạc bộ | Tỏng cộng | Tỏng cộng |
| Câu lạc bộ          | Mùa giải  | Trận     | Bàn      | Trận         | Bàn          | Trận                            | Bàn                             | Trận      | Bàn       |
| ------------------- | --------- | -------- | -------- | ------------ | ------------ | ------------------------------- | ------------------------------- | --------- | --------- |
| Liverpool           | 2011–12   | 12       | 4        | 9            | 2            | 0                               | 0                               | 21        | 6         |
| Liverpool           | 2010–11   | 28       | 10       | 1            | 0            | 6                               | 0                               | 35        | 10        |
| Liverpool           | 2009–10   | 17       | 1        | 0            | 0            | 0                               | 0                               | 17        | 1         |
| Tỏng cộng           |           | 56       | 15       | 10           | 2            | 6                               | 0                               | 72        | 17        |
| Atlético Madrid     | 2009–10   | 14       | 2        | 2            | 5            | 8                               | 1                               | 24        | 8         |
| Atlético Madrid     | 2008–09   | 33       | 6        | 0            | 0            | 6                               | 3                               | 39        | 9         |
| Atlético Madrid     | 2007–08   | 35       | 8        | 0            | 0            | 4                               | 0                               | 39        | 8         |
| Atlético Madrid     | 2006–07   | 10       | 6        | 0            | 0            | 0                               | 0                               | 10        | 6         |
| Atlético Madrid     | 2005–06   | 29       | 10       | 4            | 1            | 0                               | 0                               | 33        | 11        |
| Tỏng cộng           |           | 121      | 32       | 6            | 6            | 18                              | 4                               | 145       | 42        |
| Espanyol            | 2004–05   | 37       | 15       | 0            | 0            | 0                               | 0                               | 37        | 15        |
| Espanyol            | 2003–04   | 37       | 4        | 0            | 0            | 0                               | 0                               | 37        | 4         |
| Espanyol            | 2002–03   | 37       | 7        | 0            | 0            | 0                               | 0                               | 37        | 7         |
| Tỏng cộng           |           | 111      | 26       | 0            | 0            | 0                               | 0                               | 111       | 26        |
| Newell's Old Boys   | 2015      | 2        | 2        | 0            | 0            | 0                               | 0                               | 2         | 2         |
| Newell's Old Boys   | 2014      | 16       | 11       | 0            | 0            | 0                               | 0                               | 16        | 11        |
| Newell's Old Boys   | 2013–14   | 22       | 9        | 0            | 0            | 5                               | 2                               | 27        | 11        |
| Newell's Old Boys   | 2012–13   | 28       | 5        | 1            | 0            | 11                              | 3                               | 40        | 8         |
| Newell's Old Boys   | 2001–02   | 33       | 15       | 0            | 0            | 0                               | 0                               | 33        | 15        |
| Newell's Old Boys   | 2000–01   | 18       | 5        | 0            | 0            | 0                               | 0                               | 18        | 5         |
| Newell's Old Boys   | 1999–2000 | 6        | 0        | 0            | 0            | 0                               | 0                               | 6         | 0         |
| Tổng cộng           |           | 126      | 47       | 1            | 0            | 16                              | 5                               | 143       | 52        |
| Tổng cộng sự nghiệp |           | 413      | 120      | 17           | 8            | 40                              | 9                               | 470       | 137       |

## Hoạt động khác
Vào năm 2009, Rodriguez cùng với người đồng đội ở Atletico là Diego Forlán đã xuất hiện trong một video nhạc của ca sĩ Coti.